# Аверостры
Аверостры (лат. Averostra, буквально — «птицемордые») — клада, включающая большинство теропод, которые имеют промаксилларную фенестру (fenestra promaxillaris), дополнительное отверстие в передней внешней стороне верхней челюсти. Две группы аверостр: цератозавры (Ceratosauria) и тетануры (Tetanurae) — жили в меловом периоде. К началу мел-палеогенового вымирания продолжали существовать цератозавры и две группы тетанур, тираннозавроиды (Tyrannosauroidea) и манирапториформы (Maniraptoriformes), и только одна подгруппа манирапториформ, птицы, пережила вымирание и сохранилась до наших дней.

## Определение
Группа Averostra была названа палеонтологом Грегори Полом в 2002 году в качестве апоморфной клады, включающей Dromaeosauridae и Avepoda (сейчас Neotheropoda) с промаксилларными фенестрами. Группа была позже повторно определена Мартином Ескурра и Жилем Куни в 2007 году в качестве узловой клады, содержащей Ceratosaurus nasicornis, Allosaurus fragilis, их ближайшего общего предка и всех его потомков.